# مارنگتس
مارنگتس (به لاتین: Maryniec) یک روستا در لهستان است که در گمینا کراینکا واقع شده‌است.
 مارنگتس  ۴۰ نفر جمعیت دارد.